# The Path to Decay
«The Path to Decay» es una canción de la banda gótica noruega Sirenia, lanzada como un vídeo promocional y como un sencillo el 26 de diciembre de 2008, bajo la etiqueta Nuclear Blast.
Originalmente se puso a disposición del público para su descarga  digital y fue el único sencillo extraído del álbum The 13th Floor (2009).
La versión del sencillo y vídeo es sensiblemente más corta que la del álbum: 3:33 (Radio Edit) y  4:18 (Album Edit). En la primera versión se suprimió la intervención gutural de Morten Veland con la finalidad de darle un sonido aún más accesible y comercial.

## Vídeo musical
El vídeo se lanzó con anticipación (casi un mes antes del álbum) el 26 de diciembre del 2008, promocionado como un videoclip musical centrado en la figura de su nueva vocalista, la española Ailyn.
Fue rodado en Gotemburgo (Suecia), con Patric Ullaeus, reconocido director sueco de vídeos para grupos de rock. Él mismo se inspira en la propia portada del disco.
El baterista Jonathan Pérez y el guitarrista Michael S. Krumins aparecen en el audiovisual, a pesar de que no se acreditaron en su grabación.

## Lista de canciones
1. "The Path To Decay (radio mix)" - 3:33
2. "The Path To Decay (album version)" - 4:18
3. "Winterborn 77 (instrumental)" - 5:33

## Créditos
- Morten Veland – Voz gutural, guitarra, bajo, teclado, programaciones, batería
- Ailyn – Voz

### Músicos de sesión
- The Sirenian Choir: Damien Surian, Mathieu Landry, Emmanuelle Zoldan, Sandrine Gouttebel, Emilie Lesbros – Coro